# Francesc Dalmau i Norat
Francesc Dalmau i Norat (Girona, 24 de juliol de 1915 - Palamós, 30 de desembre del 2003) fou un metge i polític català nascut a Girona i establert de ben jove a Palamós.
Era fill del diputat Laureà Dalmau i Pla. Va començar a estudiar la carrera de medicina a la Universitat Autònoma de Barcelona. En la seva època d'estudiant va cofundar la Federació Nacional d'Estudiants de Catalunya i va participar en els fets del sis d'octubre, fet que li va comportar ser empresonat.
En començar la Guerra Civil espanyola, va participar en diferents fronts de guerra com a metge. Amb l'ocupació militar de Catalunya per l'exèrcit de Franco el 1939, es va exiliar a França. Fou en aquest país on va intentar seguir els seus estudis de medicina, fins que a principis de la dècada dels quaranta tornà a Girona preocupat per l'estat de la seva mare i germana. En arribar-hi, va ser detingut per les autoritats franquistes i empresonat al castell de Sant Ferran de Figueres. Més tard va ser traslladat a les presons de Reus, Madrid i, finalment, a Algesires, en el Batallón de Castigo de Soldados Prisioneros nº1 de Punta Carnero. Al cap de poc temps es va escapar nadant fins al territori britànic de Gibraltar.
En arribar a Gibraltar es va apuntar a l'exèrcit britànic i es va traslladar a Londres. Com a soldat de l'exèrcit britànic va participar en la batalla de Normandia, així com altres batalles de la Segona Guerra Mundial, i va obtenir quatre medalles. Acabada la guerra va retornar a Montpeller, on va acabar el seu doctorat en medicina. Durant aquesta època va mantenir contactes amb el Govern de la Generalitat a l'exili, essent metge personal de l'expresident del Parlament de Catalunya Antoni Rovira i Virgili.
Anys després va tornar al Principat i l'any 1956 es va casar amb Rosa Maria i Oriol. Va exercir de metge a Breda, Palafrugell i finalment Palamós on viurà la resta de la seva vida i on va exercir la professió de metge de família, dedicant-se als seus pacients amb un tracte personal, amatent i humanista, que el va destacar com a persona i com a professional, amb el seu consultori mèdic obert a tota hora i per a tothom. Va ser el metge personal, entre d'altres, de l'escriptor Josep Pla.
Després de la mort de Franco i amb l'arribada de la democràcia, fou elegit diputat al Parlament de Catalunya per ERC per la circumscripció de Girona a les eleccions de 1980, on fou membre de les comissions d'Economia, Finances i Pressupost, de Política Territorial, de Govern Interior i d'Alta Muntanya. També fou alcalde de Palamós del 1983 al 1985. Ha estat membre d'Òmnium Cultural i del CIEMEN.
Ha rebut diferents homenatges pòstums i a Palamós una plaça porta el seu nom.
Coincidint amb el seu centenari, el 2016 la Fundació Irla va editar-ne la biografia Francesc Dalmau. De Normandia a Palamós, obra de l'historiador Francesc Marco-Palau.